# Land van Aran
Het Land van Aran is een fictief land in Thorgal, de stripserie van de Belgische scenarist Jean Van Hamme en de Poolse tekenaar Grzegorz Rosiński.
Als Thorgal en Aaricia terugkeren van hun avontuur op het eiland in de bevroren zeeën verlangen zij naar een rustig en gelukkig leven. Zij reizen door een bergachtig landschap richting het zuiden.

## Ligging en bevolking
Het land van Aran ligt te zuiden van Northland, aan de andere kant van het bos waar Thorgal en Aaricia doorheen trekken als zij terugkeren van hun avontuur op het eiland in de bevroren zeeën. Het landschap is bergachtig en de bewoners wonen in een stadje gelegen aan een meer zonder bodem. In het meer staat een kasteel dat bewoond wordt door de "wel willenden", drie leiders op leeftijd die het land besturen. In het kasteel van de "wel willenden" zijn drie poorten, waarvan één poort naar de Tweede wereld leidt. 
Het volk van Aran is arm en ziekelijk en leidt een vreugdeloos bestaan. Door de heersers worden zij uitgebuit en dom gehouden. Ook worden zij bezig gehouden met valse beloften en met spelen. De komst van een koningin, Aaricia zou voor nieuwe welvaart moeten zorgen.

## Eiland der draaikolken
In het meer zonder bodem ligt een mythisch eiland dat alleen te bereiken is via een draaikolk. Thorgal en zijn metgezellen krijgen als opdracht op dit eiland drie sleutels te vinden. Deze sleutels worden bewaakt door een wachter, de zogenaamde Sleutelbewaarster.

## Overig
Het Zweedse eiland Arån heeft als voorbeeld gediend voor het land van Aran in de wereld van Thorgal. 